# 齋藤正樹

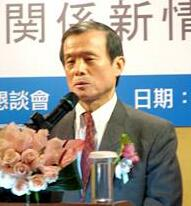
齋藤正樹

齋藤 正樹(さいとう まさき、1943年10月13日 - 2013年11月2日)は、日本の外交官。駐カンボジア、ニュージーランド大使、財団法人交流協会台北事務所代表を務めた。

## 人物
1943年に広島県で生まれる。広島大学附属福山高等学校、東京大学教養学部を卒業後1966年に外務省へ入省。入省同期には野上義二、浦部和好、孫崎享、大塚清一郎などがいる。外務省大臣官房領事移住部長、カンボジア特命全権大使、ニュージーランド兼サモア特命全権大使を経たのち、財団法人交流協会台北事務所代表を務めた。
しかし、2009年に台湾の国立中正大学での講演で「台湾の国際的地位は未定」と発言したことから、馬英九政権はこの発言に「中華民国の主権を否定するもの」と強く反発し、台湾外交部は齋藤代表を呼び出して厳重抗議した。後日齋藤は辞意表明した。「一身上の都合」を理由としているが、事実上、失言の責任を取ったとみられる。

## 略歴
- 1966年 - 外務省入省
- 1981年 - 外務省条約局国際協定課条約審査官
- 1982年 - 外務省経済局海洋課長
- 1984年 - 外務省国際連合局経済課長
- 1986年 - 在香港日本国総領事館領事
- 1989年 - 在中華人民共和国日本国大使館参事官
- 1990年 - 在中華人民共和国日本国大使館公使
- 1992年 - 在シアトル日本国総領事館総領事
- 1995年 - 外務省大臣官房領事移住部長
- 1997年 - 駐カンボジア特命全権大使
- 2000年 - 財団法人国際開発高等教育機構専務理事
- 2003年 - 駐ニュージーランド兼駐サモア特命全権大使
- 2007年 - 外務省退官
- 2007年 - 財団法人マルチメディア振興センター顧問
- 2008年 - 財団法人交流協会台北事務所代表
- 2009年 - 辞任
- 2010年 - リョービ株式会社監査役、第1次FECニュージーランド経済事情等調査団顧問[3][4]
- 2013年 - リョービ株式会社監査役 死亡退任[5]